# دهه ۱۲۰۰ (میلادی)
دهه ۱۲۰۰ (میلادی) صد و بیستمین دهه تقویم میلادی است.

## درگذشتگان
‎